# Nilla Pizzi
Nilla Pizzi, właśc. Adionilla Negrini Pizzi (ur. 16 kwietnia 1919 w Sant’Agata Bolognese, zm. 12 marca 2011 w Mediolanie) – włoska piosenkarka, dwukrotna zwyciężczyni Festiwalu Piosenki Włoskiej w San Remo: w 1951 z piosenką „Grazie dei fiori” i w 1952 z piosenką „Vola colomba”; w tym ostatnim ustanowiła rekord, zajmując w finale pierwsze, drugie i trzecie miejsce. Wygrała również Festiwal Piosenki Neapolitańskiej (w 1952) i konkurs Canzonissima (w 1959).

## Życiorys
Urodziła się na wsi jako córka Angelo, rolnika i Marii, z zawodu krawcowej. Miała dwie siostry, Lilianę i Denisę. Jako dziecko uczestniczyła w przedstawieniach szkolnych, wykazywała zamiłowanie do teatru i tańca. Występowała w salach tanecznych w małych miejscowościach Emilii-Romanii. Została przyjęta do pracy w Ducati, znanej wytwórni sprzętu radiowego. Za pośrednictwem radia miała możliwość posłuchania głosów piosenkarek, takich jak Lina Termini, Silvana Fioresi, Dea Garbaccio, oraz zaśpiewać razem z nimi. Jej współpracownicy dostrzegli jej głos i przekonali ją do śpiewania.
Mając 18 lat, wygrała konkurs Cinquemila lire per un sorriso (pol. Pięć tysięcy lirów za uśmiech). W kwietniu 1943 podpisała swój pierwszy kontrakt z rozgłośnią Ente italiano per le audizioni radiofoniche (EIAR). W międzyczasie zakochała się w młodym robotniku, Guido Pizzi (pomimo tego samego nazwiska nie byli spokrewnieni ze sobą). 24 września 1940 pobrali się, ale kilka dni po ślubie mężczyzna dostał powołanie do wojska i wyjechał na front, z którego już nigdy nie wrócił. Również w 1940 piosenkarka zaczęła występować w przedstawieniach organizowanych przez wojsko. Z orkiestrami Carlo Zeme i Angeliniego Pizzi przeniosła się do Turynu. Podczas występów używała pseudonimów Ilda Tulli, Isa Merletti i Carmen Isa, posługiwała się nimi również w pierwszych latach swojej kariery, śpiewając piosenki w parze z Bruną Rattani i Tonym Stellą. Wiosną 1944 została usunięta z radia, ponieważ jej głos uznano za zbyt egzotyczny i zmysłowy jak na wymogi faszystowskiego reżimu.
W sezonie 1945/1946 wraz z orkiestrą Angeliniego występowała we włoskich teatrach, a następnie w radiu. W 1947 zaczęła występować jako Nilla Pizzi i podpisała umowę na wyłączność z wytwórnią Cetra, nadal jednak nagrywała (pod pseudonimem) dla innych wytwórni. W latach 1948–1950 ustabilizowała swoją pozycję na rynku muzycznym. Śpiewała w tym czasie utwory pochodzenia latynoamerykańskiego (rumby i samby), które przyniosły jej powodzenie: „Cocoricò”, „Manana por la manana”, „Maria de Bahia”, „O mama mama”, „Avanti e indrè”, „La ruspa”, „Prisionero del mar”. Obok nich w jej repertuarze znalazły się też piosenki w stylu włoskim: „Vivere baciandoti”, „Dopo di te”, „Perché non sognar”, „E’ troppo tardi”, „Chimera”, „Dimenticarti”, „Gelosia”, „Tutta la vita”, „Voglio amarti così”, „Buonanotte Brasile”, „La barchetta (in mezzo al mare)”, „Ho lasciato il paese del cuor”, „The three caballeros”, „Chico chico”, „La chupeta” i inne.
W styczniu 1951 zainaugurowano Festiwal Piosenki Włoskiej w San Remo, na którym wygrała z piosenką „Grazie dei fiori”, a także zajęła drugie miejsce z piosenką „La luna si veste d’argento”, zaśpiewaną w parze z Achille Toglianim. Zwycięska piosenka została sprzedana w 35 tys. egzemplarzy, co było rekordem w tamtych czasach. Pizzi zdobyła popularność, nagrała kolejne piosenki: „I sogni son desideri”, „Due gocce d’acqua”, „Ancora”, „Anema e core”, „Amore parlami, „Desiderio”, „Canzone amara”, „Stelle e lacrime”, „Maria Dolores”, „Core ‘ngrato”. Zwyciężyła również w drugim Festiwalu Piosenki Włoskiej w San Remo, zajmując w finale pierwsze, drugie i trzecie miejsce, odpowiednio z piosenkami: „Vola colomba”, „Papaveri” oraz „Una donna prega”, ustanawiając rekord, który pozostaje do dziś niepobity. W 1952 wygrała również pierwszy Festiwal Piosenki Neapolitańskiej z piosenką „Desiderio 'e sole”, zaśpiewaną w parze z Franco Riccim, i zdobyła trzecie miejsce z piosenką „Margellina”, wykonaną w parze z Sergio Brunim. W międzyczasie zaręczyła się z piosenkarzem Gino Latillą, z którym występowała w duetach. Zadebiutowała w filmie Solo per te Lucia w reżyserii Franco Rossiego).
W 1957 wygrała, w parze z Nunzio Gallo, Festiwal w Velletri, śpiewając piosenkę „Dicembre m'ha portato una canzone”. W 1958 po raz kolejny uczestniczyła w Festiwalu w San Remo, i choć ten zdominował Domenico Modugno, to Pizzi zajęła drugie i trzecie miejsce, odpowiednio z piosenką „L'edera”, śpiewaną w parze z Toniną Torrielli, i „Amare un'altra”, śpiewaną w parze z Gino Latillą. W 1959 wygrała konkurs Canzonissima z piosenką „L'edera”.
Początek lat 60. i nowe trendy w piosence włoskiej przyćmiły nieco popularność Nilli Pizzi. Zrezygnowała ona na pewien czas z występów, ale powróciła w 1962, biorąc udział w pierwszym festiwalu Cantagiro. W latach 60. i 70. nagrywała swoje płyty dla małych wytwórni; płyty te były sprzedawane przez jej wielbicieli, korespondencyjnie lub podczas jej koncertów. Artystka dawała po około 200 koncertów rocznie, uczestniczyła w różnych imprezach wokalnych i odbywała trasy koncertowe po całym świecie. W 1970 nagrała album Scritta per me. W 1972 zamieściła reklamy we wszystkich gazetach, które były wydawane na pięciu kontynentach, adresowane do Włochów na świecie. W odpowiedzi otrzymała tysiące listów, których treść posłużyła jej do nagrania albumu Con tanta nostalgia, pierwszego w jej dorobku wydawnictwa poświęconego problemowi emigracji. Album otrzymał nagrodę krytyków fonograficznych Premio della Critica Discografica i został sprzedany w ok. 2 mln egzemplarzy na całym świecie.
W 1981 ponownie pojawiła się na Festiwalu w San Remo, ale tym razem w roli prezenterki. W 1986 odbyła razem z Giorgio Consolinim, Carlą Boni i Gino Latillą trasę koncertową po Włoszech i za granicą. Pod koniec lat 80. zajęła się działalnością pozamuzyczną: reklamowała pomidory, pisała przepisy kulinarne w popularnych tygodnikach, prowadziła programy telewizyjne w lokalnych stacjach. W 1994 powróciła na Festiwal w San Remo z grupą Squadra Italia, w której skład weszli także m.in. Jimmy Fontana, Gianni Nazzaro, Wilma Goich, Wess, Tony Santagata, Rosanna Fratello i Manuela Villa, córka Claudia Villi. W latach 90. solowo brała udział w kilku programach telewizyjnych, odbyła również długą trasę koncertową dookoła świata.
W 2001 został wznowiony jej singiel „Grazie dei fiori”, tym razem w wersji rap zaśpiewanej przez nią wraz z boys bandem 2080.
Zmarła w Mediolanie 12 marca 2011, w wieku 91 lat. Kilka miesięcy wcześniej rozpoczęła pracę nad nagraniem nowego, solowego albumu, który miał zawierać kilka utworów napisanych przez znanych autorów i być wydany w 2011.

## Odznaczenia

Order Zasługi Republiki Włoskiej - klasa II: Wielki Oficer (Grande Ufficiale)

1 czerwca 2002 została uhonorowana Orderem Zasługi Republiki Włoskiej przez Prezydenta Republiki Włoskiej Carlo Azeglio Ciampiego.

## Dyskografia

### Albumy[4]
- 1956 – Festival Di Canzoni San Remo
- 1958 – Queen Of Italian Song
- 1963 – Nilla Pizzi Canta....
- 1964 – La Regina Della Canzone
- 1969 – La Regina Della Canzone
- 1970 – Scritte Per Me
- 1975 – La Regina Del Liscio
- 1975 – Angelini E La Sua Orchestra - Nilla Pizzi (Angelini e la sua orchestra, Nilla Pizzi; 2LP)
- 1976 – Recital Di Nilla Pizzi
- 1976 – Le Piu Belle Romanze D' Operetta
- 1997 – Un Giorno All'Italiana
- 2003 – Insieme... Si canta Meglio (CD)
- rok nieznany – La Grande Nilla Pizzi

### Single i EP-ki[5]
- 1948 – „Mañana Por La Mañana” / „Corumba” (Nilla Pizzi / Duo Fasano)
- 1949 – „Acercate Nas” / „Quizas, Quizas, Quizas”
- 1949 – „La Raspa”
- 1949 – „Luna Sobre El Yaragua” / „Dolce Francia”
- 1951 – „Due Gocce D' Acqua” / „Arrivano I Nostri” (Nilla Pizzi / Clara Jaione)
- 1951 – „Core 'Ngrato” / „Stelle E Lacrime”
- 1951 – „Grazie Dei Fiori” / „Sorrentinella” (Nilla Pizzi / Duo Fasano)
- 1951 – „I Sogni Son Desideri” / „Cenerentola” (Nilla Pizzi / Duo Fasano)
- 1952 – „Vola Colomba” / „L' Attesa” (Nilla Pizzi / Gino Latilla)
- 1952 – „Papaveri E Papere” / „Due Gattini” (Nilla Pizzi / Duo Fasano)
- 1953 – „Sussurrando Buona Notte” / „Lasciami Cantare Una Canzone” (Nilla Pizzi / Achille Togliani)
- 1953 – „Eternamente” / „Se Nel Mio Cuore Leggerai”
- 1953 – „Papà Pacifico” / „Vecchio Scarpone” (Nilla Pizzi / Gino Latilla)
- 1954 – „Souvenir D'Italie” (EP)
- 1954 – „Canzoni Del Passato” (EP)
- 1954 – „Souvenir D'Italie” (EP)
- 1955 – „Croce Di Oro” / „Madonnina Delle Lacrime”
- 1955 – „Memories Of Naples” (Nilla Pizzi / Katyna Ranieri) (EP)
- 1955 – „L'Amore È Una Cosa Meravigliosa” (EP)
- 1955 – „Aprite Le Finestre ”
- 1955 – „Arrivederci Roma”
- 1955 – „Le Rififi” / „Serenata Romantica”
- 1955 – „Maruzzella” / „Suspiranno Mon Amour”
- 1955 – „Arrivederci Roma” / „Fiume D'Argento”
- 1955 – „'Na Voce 'Na Chitarra E 'O Poco 'E Luna” / „Accarezzame”
- 1955 – „Amo Parigi (I Love Paris) ” / „È Tanto Bello (C'Est Magnifique) ”
- 1955 – „Arrivederci Roma” / „Canzone Doce”
- 1956 – „Oro Niro” (EP)
- 1956 – „Dicembre M'Ha Portato Una Canzone”
- 1956 – „Memories Of Rome” (Nilla Pizzi / Katyna Ranieri) (EP)
- 1956 – „L'Amore È Una Cosa Meravigliosa” / „Dream”
- 1957 – „Canta Sanremo 1957” (EP)
- 1957 – „Songs Of Naples” (EP)
- 1957 – „Il Sole Tornerà” (EP)
- 1957 – „Non Lo Saprai Mai” / „Mi Arrendo Al Tuo Amore”
- 1957 – „Un Angelo È Sceso A Brooklyn”
- 1957 – „Sentite A 'Mme” / „Polca Brasiliana”
- 1957 – „La Marianna Cha Cha Cha” / „Maria Canaria”
- 1957 – „Rocce Rosse”
- 1957 – „Dasvidania Mosca” / „Kira”
- 1957 – „Disperatamente” / „Tricche Tri-Tricche Tra”
- 1957 – „Il Baffo Alla Menjou”
- 1957 – „Lazzarella” / „Guaglione”
- 1957 – „Chella 'Lla”
- 1957 – „Napule Sole Mio” / „'Nnamurate Dispettuse”
- 1957 – „Malinconico Autunno” / „Serenatella 'E Maggio”
- 1957 – „A Mi Nada Me Importa” / „Delirio”
- 1957 – „Angelini In ...Canzoni Veneziane” (Carla Boni / Nilla Pizzi / Gino Latilla) (EP)
- 1957 – „Tanghi 1” (Carla Boni - Gino Latilla - Luana Sacconi - Nilla Pizzi) (EP)
- 1958 – „Tutte Le Mamme” (2 wersje)
- 1958 – „L'Edera” / „Timida Serenata” (3 wersje)
- 1958 – „Marjolaina” / „Vivo D’Amore” (2 wersje)
- 1958 – „Malasierra” / „Amico Tango” (Nilla Pizzi / Nilla Pizzi - Gino Latilla)
- 1958 – „La Canzone Che Piace A Te” / „Amare Un Altro”
- 1958 – „Nostalgia” (EP)
- 1958 – „Sputnik Musicale” (Nilla Pizzi i Paolo Bacilieri) (EP)
- 1958 – „Sanremo 1958” (EP)
- 1958 – „Sanremo '59 Nilli Pizzi” (EP)
- 1958 – „Disperatamente” (EP)
- 1958 – „Al Chiar Di Luna Porto Fortuna” / „With All My Heart”
- 1958 – „La Canzone Che Piace A Te / „Amare Un Altro”
- 1958 – „L'Edera” / „Nel Blu Dipinto Di Blu”
- 1958 – „Campanaro”
- 1958 – „Vecchio Scarpone” / „Campanaro” (Gino Latilla / Nilla Pizzi)
- 1958 – „La Vie En Rose” / „Ciliegi Rosa” (Nilla Pizzi / Alberto Rabagliati)
- 1958 – „Malasierra” / „Amico Tango” (Nilla Pizzi / Nilla Pizzi - Gino Latilla)
- 1958 – „Fragole E Cappellini”
- 1958 – „L'Edera” / „Nel Blu Dipinto Di Blu”
- 1958 – „Queen Of Italian Song” (EP)
- 1958 – „Domenica E' Sempre Domenica” / „Il Vagabondo”
- 1958 – „Beim San Remo Festival 1958” (EP)
- 1958 – „Sanremo 1958” (EP)
- 1958 – „La Canzone Che Piace A Te” / „Amare Un Altro”
- 1958 – „Vola Colomba”
- 1959 – „Cerasella” / „Vieneme 'nzuonno”
- 1959 – „Bianco Natale”
- 1959 – „Sempre Con Te” / „Ne' Stelle Ne' Mare”
- 1959 – „Il Nostro Refrain” / „Tua”
- 1959 – „Ascolta, Mamma”
- 1960 – „Sanremo 1960” (EP)
- 1960 – „Perdoniamoci” / „Il Mare”
- 1960 – „Colpevole” / „Splende Il Sole”
- 1960 – „Abbracciami”
- 1964 – „Croce De Oro” / „Romantica Citta'”
- 1964 – „Croce De Oro” / „Romantica Citta'”
- 1967 – „Mi Chiedo Perche” / „Le Cose Che Non Diciamo Mai” / „Ti Voglio Dire La Verita / „Noche Di Vera Cruz” (EP)
- 1970 – „Spazzacamino" /„ Tango Delle Rose”
- 1970 – „La Canzone Italiana - N° 44” (EP)
- Rok nieznany – „Scusami” / „Sono Un Sognatore” / „Il Nostro Si” / „Usignuolo” (Paola Orlandi / Nilla Pizzi) (EP)
- Rok nieznany – „Adios Felicidad” (EP)
- Rok nieznany – „Casseta In Canada” / „Ondamarina” / „Le Trote Blu” / „Ancora Ci Credo” (Paola Orlandi / Nilla Pizzi) (EP)
- Rok nieznany – „Cita Con Nilla Pizzi” (EP)
- Rok nieznany – „Corde Della Mia Chitarra” / „Cancello Tra Le Rose” / „Un Filo Di Speranza” / „La Cosa Piu Bella” (EP)
- Rok nieznany – „Grazie Dei Fiori” (wersja zespołu 2080) (singel CD)
- Rok nieznany – „Papaveri E Papere” / „Johnny Guitar”
- Rok nieznany – „Mi Chiedo Peche'” / „Le Cose Che Non Diciamo Mai”
- Rok nieznany – „Arrivederci Roma” (EP)
- Rok nieznany – „Anna” / „Malasierra” (Silvana Mangano i Nilla Pizzi) (EP)
- Rok nieznany – „L'Edera” / „Sei Troppo Timido”
- Rok nieznany – „Casetta In Canada” / „Ondamarina” (Nilla Pizzi / Piero Umiliani E La Sua Orchestra)
- Rok nieznany - „Dream” / „L'Amore E' Una Cosa Meravigliosa”